# Årsopgørelse
Årsopgørelsen er en oversigt over ens skat for sidste år. Den kigger bagud og viser, hvad man har haft af indkomst og fradrag og betalt i skat.I sin årsopgørelse kan man se, om man skal have penge tilbage eller har betalt for lidt i skat.
Man har selv ansvar for, hvad man skriver på sin årsopgørelse.Man kan rette i sine årsopgørelser for tidligere år, hvis man har glemt et fradrag eller en indkomst. Ofte kan man selv rette det i TastSelv.
Når året er slut, kommer der normalt automatisk en årsopgørelse i TastSelv i marts eller med brev i april.
Der er meget få fejl i danskernes årsopgørelser, og det såkaldte skattegab for borgere er i Danmark meget lavt.